# 上海聚友
上海聚友，全称上海聚友宽频网络投资有限公司是一家總部位於中華人民共和國上海市长宁区的資訊科技公司，2013年之前為上市公司聚友网络的子公司，2004年到2005年期間曾成立網絡遊戲營運部門，目前是上海互联网服务供应商。

## 历史
上海聚友註冊成立於2001年，母公司聚友网络前身為泰康化纤，2003年陈健收購泰康化纤借殼上市後更名。2002年上海聚友與上市公司霹靂啪喇合作營運遊戲網站「霹靂天地」。2003年，台灣遊戲開發商全球歡樂派徐文凯到中國大陸尋找《神話Online》在中國大陸的代理商，盛大、九城及聚友网络等公司參與競選，12月聚友网络獲取了遊戲代理權。這款遊戲的營運工作交由子公司上海聚友負責，聚友网络宽频视讯事业部总经理助理朱兵擔任上海聚友網絡遊戲的負責人。為了籌集遊戲營運資金，上海聚友向交通银行上海一分行貸款5000萬人民幣。2004年初，上海聚友購入一批戴爾的伺服器建立遊戲應用服務平台，並在北京、上海、廣州、成都放置伺服器。《神話Online》在2004年先後進行數次測試，8月6日正式公測，公測期間曾因為技術問題一度無法運行。2005年4月19日，上海聚友以嚴重技術問題為由，中止遊戲營運。同月22日《21世纪经济报道》記者到訪上海聚友，發現上海聚友已經解散遊戲營運部門。
遊戲業務的失敗，連帶母公司聚友网络股價下跌，也招來借貸銀行訴訟。2005年中国证监会立案調查聚友网络，2010年調查結果公佈，聚友网络在2001年2004年內偽造近8000萬人民幣收入，並在2002年到2004年間以子公司上海聚友向各大銀行貸款2.4億人民幣，上海聚友也隱瞞貸款的使用記錄。2013年，母公司聚友网络出售上市資格給王应虎，公司改名「华泽钴镍」，聚友网络原資產負債轉為北京康博恒智科技有限责任公司（簡稱康博恒智）承接，同年8月上海聚友成為康博恒智子公司。目前上海聚友為上海市合資格的家居寬頻供應商。